# Inspecție tehnică periodică
Inspecția tehnică periodică (ITP) reprezintă un proces de control obligatoriu al stării tehnice a vehiculelor, realizat la intervale stabilite de legislația internă și europeană . Scopul principal este de a verifica siguranța autovehiculelor, conformitatea cu normele de poluare și identificarea defecțiunilor majore care pot periclita circulația pe drumurile publice .  
În România, ITP-ul este reglementat de OUG 195/2002 privind circulația pe drumurile publice, completată prin ordine ale Registrului Auto Român (RAR) , în concordanță cu Directiva 2014/45/UE. 

## 1. Frecvența inspecției tehnice periodice în România
Intervalul la care un vehicul trebuie să treacă prin inspecția tehnică periodică (ITP) este stabilit de legislația românească în funcție de categoria și vechimea autovehiculului . Normele sunt emise de Registrul Auto Român (RAR), iar nerespectarea acestora duce la suspendarea dreptului de circulație pe drumurile publice .
În România, inspecția tehnică este valabilă: 3 ani dacă autoturismele sunt noi, la prima înmatriculare, 2 ani pentru autoturismele care nu sunt noi, 2 ani pentru mopede, ATV-uri, cvadricicluri sau motociclete, 1 an pentru autoturismele mai vechi de 12 ani, 1 an pentru autoutilitare,1 an pentru autoutilitare și școli de șoferi (până în 3,5T) și 6 luni pentru autovehiculele de transport persoane, rent a car și școli de șoferi (peste 3,5T) .
| Tip autovehicul                                      | Valabilitate ITP |
| ---------------------------------------------------- | ---------------- |
| Autoturisme noi (la prima înmatriculare)             | 3 ani            |
| Autoturisme cu vechime sub 12 ani                    | 2 ani            |
| Autoturisme cu vechime de peste 12 ani               | 1 an             |
| Motociclete, mopede, ATV-uri, cvadricicluri          | 2 ani            |
| Autoutilitare până în 3,5 tone                       | 1 an             |
| Autoutilitare peste 3,5 tone                         | 6 luni           |
| Vehicule de transport persoane (microbuze, autobuze) | 6 luni           |
| Vehicule „rent-a-car”                                | 6 luni           |
| Vehicule utilizate de școlile de șoferi sub 3,5T     | 1 an             |
| Vehicule utilizate de școlile de șoferi peste 3,5T   | 6 luni           |

### Excepții și particularități
- Vehiculele istorice sunt exceptate de la obligativitatea ITP, dar trebuie să dețină atestare RAR [7].
- Vehiculele de competiție sau prototip pot avea regimuri speciale, reglementate separat [8].
- Mașinile electrice urmează aceleași termene ca cele convenționale, însă nu sunt supuse testului de emisii [9].

## 2. Cadrul legislativ și echivalențe internaționale

### 2.1. România
Inspecția Tehnică Periodică (ITP) este reglementată prin:
- OUG nr. 195/2002 privind circulația pe drumurile publice, republicată, cu modificările și completările ulterioare [1];
- Ordinul Ministerului Transporturilor nr. 2.133/2005, privind procedura de efectuare a inspecției tehnice periodice [10];
- Reglementările Registrului Auto Român (RAR) – autoritatea tehnică responsabilă cu autorizarea stațiilor ITP și supravegherea activității acestora [3].

Aceste norme stabilesc periodicitatea inspecției în funcție de categoria vehiculului, precum și condițiile tehnice minime pe care vehiculul trebuie să le îndeplinească pentru a fi declarat apt pentru circulație.

### 2.2. Uniunea Europeană
Începând cu anul 2018, România și celelalte state membre ale Uniunii Europene aplică prevederile Directivei 2014/45/UE a Parlamentului European și a Consiliului, care stabilește standarde comune privind:
- tipurile de vehicule supuse inspecției,
- intervalele maxime de inspecție,
- elementele care trebuie verificate,
- nivelurile acceptabile de defecte (minore, majore, periculoase) [2].

Această armonizare facilitează recunoașterea inspecțiilor tehnice între statele membre, contribuind la siguranța rutieră și la protecția mediului.

### 2.3. Echivalențe internaționale
Deși fiecare țară aplică propriile proceduri și standarde, inspecțiile tehnice periodice sunt o practică universală, sub diverse denumiri:
| Țară          | Denumire locală a ITP      | Observații                                              |
| ------------- | -------------------------- | ------------------------------------------------------- |
| Regatul Unit  | MOT test                   | Obligatoare anual după 3 ani de la prima înmatriculare  |
| Germania      | Hauptuntersuchung (HU)     | Popular cunoscută ca „TÜV”, la fiecare 2 ani            |
| Franța        | Contrôle Technique         | La fiecare 2 ani după 4 ani de la prima înmatriculare   |
| Italia        | Revisione Auto             | Primul control la 4 ani, apoi la fiecare 2 ani          |
| Statele Unite | Variază în funcție de stat | Unele state nu impun inspecții tehnice periodice        |
| Japonia       | Shaken                     | Sistem strict, include revizie tehnică și înmatriculare |

În multe dintre aceste țări, inspecția include și o verificare a emisiilor poluante, a funcționării sistemelor de frânare, lumini, suspensii și direcție, în mod similar cu procedura aplicată în România ..

## 3. Etapele și componentele unei inspecții tehnice periodice
Inspecția tehnică periodică (ITP) presupune o serie de verificări menite să ateste că un vehicul este sigur pentru a circula pe drumurile publice și nu prezintă riscuri pentru ceilalți participanți la trafic sau pentru mediu.

### 3.1. Etapele ITP
Aceste etape sunt esențiale pentru o evaluare completă și imparțială a stării tehnice a vehiculului. În cazul constatării unor deficiențe majore sau periculoase, ITP-ul este respins, iar vehiculul nu mai poate circula până la remedierea problemelor și reinspecție .

#### Identificarea vehiculului
Se verifică concordanța datelor din certificatul de înmatriculare (sau CIV) cu cele ale vehiculului – numărul de identificare (serie de șasiu), numărul de locuri, culoarea și alte caracteristici constructive.

#### Inspecția vizuală generală
Examinarea stării generale a caroseriei, a componentelor vizibile și evaluarea existenței sau extinderii eventualelor coroziuni structurale.

#### Verificarea sistemului de evacuare
Se inspectează vizual toba de eșapament și se testează nivelul emisiilor poluante (cu excepția vehiculelor electrice).

#### Testarea sistemului de frânare
Se măsoară eficiența frânelor pe fiecare roată, inclusiv frâna de serviciu și frâna de staționare, utilizând standuri speciale.

#### Verificarea direcției și a suspensiei
Se evaluează jocurile sau uzura excesivă la nivelul articulațiilor, bieletelor, bucșelor și amortizoarelor.

#### Verificarea sistemului de iluminare și semnalizare
Se testează funcționalitatea farurilor, stopurilor, semnalizatoarelor și luminii de marșarier.

#### Verificarea altor elemente funcționale
Se controlează ușile, geamurile, claxonul, ștergătoarele de parbriz, sistemul de dezaburire, precum și starea parbrizului.

#### Verificarea anvelopelor și scurgerilor
Se examinează starea anvelopelor (profil minim, uzură inegală, cod DOT) și se constată eventuale scurgeri de ulei, lichid de frână sau antigel.

#### Verificarea dotărilor obligatorii
Vehiculul trebuie să fie echipat cu:
- două triunghiuri reflectorizante de presemnalizare,
- o trusă medicală omologată,
- un stingător în termen de valabilitate.

### 3.2. Instrumente utilizate în procesul de verificare
Stațiile ITP utilizează o serie de echipamente specializate, calibrate periodic, pentru a evalua parametrii tehnici și de siguranță a vehiculelor. Echipamentele principale dintr-o stație ITP  includ:
- Stand de frânare pe role – măsoară eficiența sistemului de frânare pe fiecare punte;
- Detector de jocuri la articulații și suspensie – identifică uzura sau jocurile excesive la roți, direcție și suspensie;
- Analizor de gaze / opacimetru – evaluează emisiile poluante (CO, HC, fum, lambda);
- Turometru – măsoară turația și temperatura motorului în regim de relanti și accelerație;
- Aparat de reglaj faruri – verifică și reglează, dacă este necesar, aliniamentul, intensitatea și unghiul fasciculului luminos;
- Exhaustor de evacuare gaze – aspiră gazele arse în interiorul stației, menținând un mediu de lucru sănătos.

## 4. Cauze frecvente de respingere la inspecția tehnică periodică
Respingerea unui vehicul în cadrul ITP are loc atunci când inspectorii constată deficiențe care afectează siguranța circulației, protecția mediului sau conformitatea cu specificațiile tehnice omologate. Potrivit datelor furnizate de Registrul Auto Român și de alte autorități naționale din domeniul transporturilor, cele mai întâlnite cauze pentru care vehiculele nu trec inspecția tehnică sunt:
- Sistem de frânare ineficient – diferențe mari între roți sau eficiență sub limita legală;
- Defecțiuni la sistemul de direcție sau suspensie – jocuri excesive, elemente uzate sau neconforme;
- Luminile de poziție, frână sau semnalizare defecte – inclusiv reglaj incorect al farurilor;
- Anvelope uzate sub limita legală de adâncime a profilului sau neconforme ca dimensiune;
- Scurgeri vizibile de ulei, lichid de frână sau lichid de răcire;
- Rugină avansată sau corodări structurale la elementele de rezistență ale caroseriei;
- Emisii poluante peste limitele admise conform standardului Euro corespunzător;
- Lipsa dotărilor obligatorii – trusă medicală, stingător, triunghiuri reflectorizante.

Deficiențele identificate sunt clasificate în trei categorii:
- Deficiențe minore – nu afectează semnificativ siguranța sau mediul și nu împiedică trecerea ITP;
- Deficiențe majore – pot afecta siguranța rutieră sau mediul; impun remedierea și reinspecția;
- Deficiențe periculoase – reprezintă un risc direct și imediat; duc automat la respingerea vehiculului.

Clasificarea se face conform normelor stabilite de Registrul Auto Român și legislației europene armonizate .

## Listă de referințe
1. 1 2  „OUG 195/2002 privind circulația pe drumurile publice”. Legislatie.just.ro. Accesat în 9 iunie 2025.
2. 1 2  „Directiva 2014/45/UE privind inspecțiile tehnice periodice”. EUR-Lex. Accesat în 9 iunie 2025.
3. 1 2 3  „Registrul Auto Român - Reglementări privind ITP”. RAR. Accesat în 9 iunie 2025.
4. ↑  „Norme privind frecvența ITP în România”. Registrul Auto Român (RAR). Accesat în 9 iunie 2025.
5. ↑  „OUG 195/2002 privind circulația pe drumurile publice - Articolul 19”. Legislatie.just.ro. Accesat în 9 iunie 2025.
6. ↑  „La ce perioada de timp trebuie să facem ITP-ul la mașină?”. infocons.ro. Info Cons. Accesat în 9 iunie 2025.
7. ↑  „Vehicule istorice – reglementări ITP”. Registrul Auto Român. Accesat în 9 iunie 2025.
8. ↑  „ITP pentru vehicule speciale (competiție, prototip)” (PDF). Ministerul Afacerilor Interne. Accesat în 9 iunie 2025.
9. ↑  „Întrebări frecvente – ITP pentru vehicule electrice”. Registrul Auto Român. Accesat în 9 iunie 2025.
10. ↑  „Ordin nr. 2133/2005 privind inspecția tehnică periodică”. Legislație.just.ro. Accesat în 9 iunie 2025.
11. ↑  „Periodic Technical Inspection - European Practices”. Fédération Internationale de l'Automobile. Accesat în 9 iunie 2025.
12. ↑  „Verificări efectuate în cadrul ITP”. Registrul Auto Român. Accesat în 9 iunie 2025.
13. ↑  „Echipamente Statie ITP”. elevatorauto.ro. Accesat în 9 iunie 2025.